# Prince Valiant (film fra 1997)
Prince Valiant er en irsk-britisk uafhængig sværd og trolddomsfilm fra 1997, der er instrueret af Anthony Hickox, skrevet af Michael Frost Beckner, og med bl.a. Stephen Moyer, Katherine Heigl, Thomas Kretschmann, Joanna Lumley, Ron Perlman og Edward Fox på rollelisten.
Det er en løs filmatisering af Hal Foster tegneserie Prins Valiant, hvor visse tegninger blev brugt til filmen. Den handler om Valiant, der må kæmpe mod vikingerne og en troldmand for at redde kongeriget.
Filmen fik generelt dårlige anmeldelser.

## Medvirkende
- Stephen Moyer som Prins Valiant
- Katherine Heigl som Prinsesse Ilene
- Thomas Kretschmann som Thagnar
- Edward Fox som Kong Arthur
- Udo Kier som Sligon
- Joanna Lumley som Morgan le Fay
- Ron Perlman som Boltar
- Warwick Davis som Pechet
- Gavan O'Herlihy som Kong Thane
- Anthony Hickox som Sir Gawain
- Ben Pullen som Prins Arn
- Marcus Schenkenberg som Tiny